# Stavros Vavoúris
Stavros Vavoúris (griego: Σταύρος Βαβούρης) (Atenas, Grecia; 1925 - ibíd. 2008) fue un poeta griego.

## Biografía
Stavros Vavoúris nació en 1925 en Atenas, Grecia, siendo afectado por una parálisis cerebral.  Publicó su primer poema titulado Quimera (Χίμαιρα) en la revista Voz juvenil (Νεανική Φωνή).  Se graduó de la Universidad de Atenas en literatura, historia y arquitectura en 1952. Ese mismo año publicó su primera colección de poesía titulada Aquí imaginas galopes y olas (Εδώ φαντάσου καλπασμούς και κύματα).  Enseñó literatura en varias escuelas de en distintas partes de Grecia y en Atenas.  Trabajó para el Ministerio de Educación de Grecia entre 1964 y 1967.  Fue designado director de bachillerato en 1980, manteniendo ese puesto hasta 1984 cuando tuvo que renunciar debido a problemas de salud.  Es autor de doce libros de poesía que han sido traducidos al inglés, polaco y alemán.

## Obra
- Aquí imaginas galopes y olas (Εδώ φαντάσου καλπασμούς και κύματα, 1952)
- Poemas (Ποιήματα, 1977)
- Carmina Profana (1983)
- Instantáneo: Nosotros (Τα ακαριαία: εμείς (1980-1984), 1984)
- Που πάει, που με πάει αυτό το ποίημα (1985)
- Ημέρες, νύχτες που ναι τες; (1987)
- Πού πήγε, ως πού πήγε αυτό το ποίημα (1998)
- ¿Esto también? Tal vez (Κι αυτά; Ίσως, 1999)